# Klaus-Peter Brenner
Klaus-Peter Brenner (* 1958) ist ein deutscher Musikethnologe und Instrumentenkundler. Sein Forschungsschwerpunkt sind die Musikkulturen Afrikas und Asiens.
Von 1992 bis 2022 war er Kustos der Musikinstrumentensammlung der Universität Göttingen, einer Sammlung von Musikinstrumenten des Musikwissenschaftlichen Seminars an der Georg-August-Universität Göttingen in der niedersächsischen Stadt Göttingen. Einige Objekte hat Brenner aus eigenen Feldforschungen mitgebracht und der Sammlung als Dauerleihgabe vermacht.

## Schriften
- Musikinstrumente aus den Beständen des Musikwissenschaftlichen Seminars der Georg-August-Universität Göttingen. Musikwissenschaftliches Seminar der Universität, Göttingen 1986
- Musikinstrumente Europas, Asiens und Afrikas aus den Beständen des Musikwissenschaftlichen Seminars der Georg-August-Universität Göttingen. Musikwissenschaftliches Seminar der Universität, Göttingen 1987
- Erlesene Musikinstrumente aus der Sammlung des Musikwissenschaftlichen Seminars der Georg-August-Universität Göttingen. Musikwissenschaftliches Seminar der Universität, Göttingen 1989
- Dörfliche Musik aus dem Distrikt Bodrum, Südwest-Türkei. Stiluntersuchungen anhand der Sammlung Reinhard 1968 und eigener Feldaufnahmen 1984–86. Universität Göttingen, 1991 (Dissertation); Münster/Hamburg, ISBN 3-89473-442-6.
- Chipendani und Mbira. Musikinstrumente, nicht-begriffliche Mathematik und die Evolution der harmonischen Progressionen in der Musik der Shona in Zimbabwe. Medienkombination (Buch + CD), Vandenhoeck und Ruprecht, Göttingen 1997, ISBN 3-525-82372-X.
- Die Naderman-Harfe in der Musikinstrumentensammlung der Universität Göttingen. Ein französisches Instrument des 18. Jahrhunderts als Maschine, Skulptur, Möbel, Prestigefetisch, Ware und Klangwerkzeug. Unter Verwendung des Restaurierungsberichts und der Photodokumentation von Sabina Kerkhoff. Hrsg.: Martin Staehelin. Ed. Re, Göttingen 1998, ISBN 3-927636-55-X.
- Die kombinatorisch strukturierten Harfen- und Xylophonpattern der Nzakara (Zentralafrikanische Republik) als klingende Geometrie. Eine Alternative zu Marc Chemilliers Kanonhypothese. Medienkombination (Buch + CD). Holos-Verlag, Bonn, 2004, ISBN 3-86097-433-5.
- Musikinstrumentensammlung der Universität Göttingen – Bestandskatalog (9/2009).
- Die Göttinger Tagore-Tambura und der Beginn des musikwissenschaftlichen Austauschs zwischen Indien und dem Westen im späten 19. Jahrhundert.  In: Georg-August-Universität Göttingen (Hrsg.): Dinge des Wissens – Die Sammlungen, Museen und Gärten der Universität Göttingen. Wallstein Verlag, Göttingen 2012, ISBN 978-3-8353-1064-3, S. 162–164.
- mit Martin Staehelin: Die Musikinstrumentensammlung des Musikwissenschaftlichen Seminars. In: „Ganz für das Studium angelegt.“ Die Museen, Sammlungen und Gärten der Universität Göttingen. Wallstein Verlag, Göttingen 2001, ISBN 3892444528, S. 110–118.
- Musikinstrumentensammlung des Musikwissenschaftlichen Seminars der Georg-August-Universität Göttingen. Bestandskatalog. 2022 (online).